# Ипомея нил
Ипоме́я нил, или Ипомея голубая (лат. Ipomoea nil), — однолетнее травянистое вьющееся растение, вид рода Ипомея (Ipomoea) семейства Вьюнковые (Convolvulaceae). Издревле использовалось и культивировалось как лекарственное растение, позже стало культивироваться в большей степени как декоративное.
Происходит из Неотропики, повсеместно культивируется как садовое или комнатное растение, иногда дичает. Ценится за свои воронковидные цветки; выведено множество сортов, отличающихся окраской, размером цветков и листьев. Очень популярное культурное растение в Японии, «символ мимолётной красоты» в японской литературе.
Ядовитое растение. Используется в традиционной китайской медицине.

## Этимология
Научное название рода «ипомея» образовано от греческих слов ips, означающего «червь» и homoios — «похожий». По наиболее распространенной версии оно дано по виду ползучей корневой системы у многих представителей этого рода, по альтернативной — за вьющийся «червеобразный» характер побегов многих видов ипомеи. Иногда растение упоминается под устаревшими ботаническими названиями, вошедшими в синонимику рода: фарбитис (Pharbitis), квамоклит (Quamoclit), луноцвет или калониктион (Calonyction) и некоторыми другими.
Садоводы иногда называют представителей рода обиходным названием вьюнок, хотя Вьюнок (Convolvulus) — другой род внутри семейства Вьюнковые (Convolvulaceae) с похожим обликом, или граммофончики, за сходство венчика цветков ипомеи с рупором граммофона.  В англоязычных источниках некоторые виды, в первую очередь Ipomoea violacea, обиходно называют англ. morning glory, что в русскоязычных материалах зачастую переводится как «утреннее сияние».
Видовой эпитет nil присвоил ему Карл Линней, взяв это слово из названия Nil Arabum («Нил арабский»), которое для этого растения приводил Каспар Баугин в Pinax Theatri Botanici.

## Биологическое описание

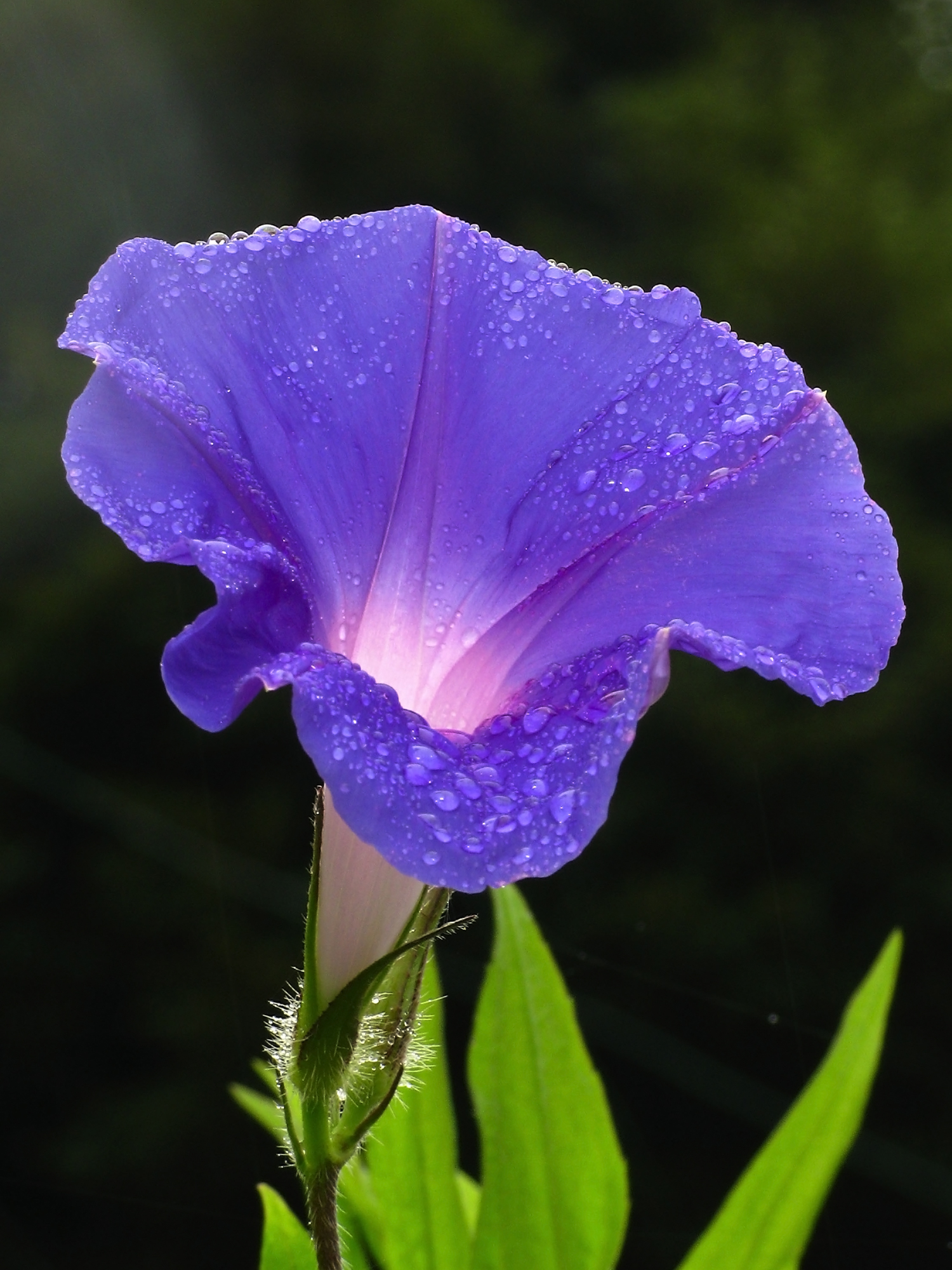
Цветок ипомеи нил, венчик с каплями воды

Однолетнее (иногда — недолговечное многолетнее) травянистое растение. Стебли тонкие, вьющиеся либо ползучие, несколько угловатые, у взрослых растений в длину достигают от 2 до 5 м. Опушённость растения невысокая либо умеренная, волоски простые, длиной от 1 до 4 мм, рыжевато-коричневые. 
Листья простые. Черешки листьев могут иметь различную длину — от 2 до 15 см. Листовые пластинки широкояйцевидные либо почти круглые, диаметром от 4 до 15 см, сердцевидные в основании, с заострённой вершиной; цельные, иногда трёх- либо пятилопастные.
Соцветия пазушные, в них может быть от одного до большого числа цветков. Цветоносы (участки стебля с цветками) — длиной от 1,5 до 18,5 см. Прицветники — от нитевидных до линейных, длиной от 5 до 8 мм. Цветки — с цветоножками длиной от 2 до 7 мм. Чашелистики ланцетные, все более-менее одинаковые, длиной от 1 до 2,5 см. Венчики воронковидные, голые, длиной от 5 до 6 см, иногда — до 8 см. Особенностью цветения является то, что цветки распускаются на рассвете и в тот же день увядают. У диких растений они окрашены в голубой цвет различных оттенков — от бледно-голубого до ярко-голубого; трубка беловатая; окраска венчика в течение дня меняется: синева медленно тускнеет, лепестки становятся всё более розоватыми.
Цветки обоеполые. Тычинок пять, они не одинаковы, однако не слишком сильно: более короткие имеют длину от 12 до 40 мм, более длинные — от 15 до 45 мм. Столбик тонкий, длиной от 15 до 30 мм, с неглубоко двулопастным рыльцем (по другим данным — с трёхлопастным рыльцем). Период цветения — с начала лета до осени.

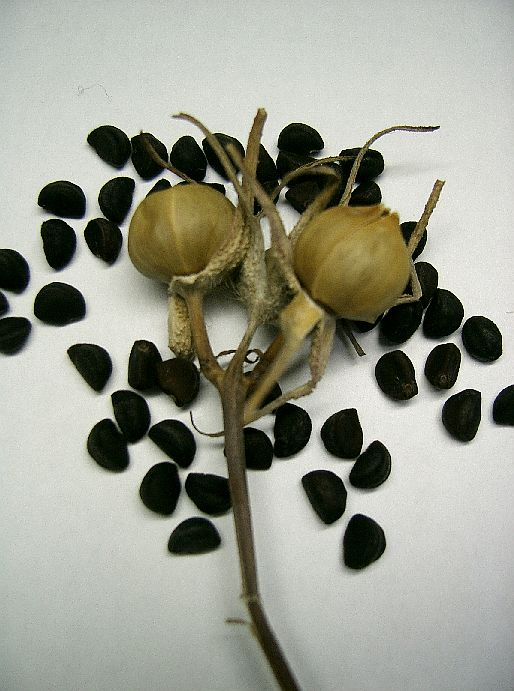
Плоды с семенами

Плод — трёхгнёздная голая коробочка соломенного цвета, яйцеобразной либо почти круглой формы, от 8 до 10 мм в диаметре. Семена яйцевидно-треугольные, длиной от 5 до 6 мм, чёрного цвета, опушённые.
Число хромосом: 2n = 30.

## Распространение
Аборигенный вид для тропиков Северной и Южной Америки: Мексика, Антильские острова, страны Центральной Америки, а также все (за исключением Чили) страны Южной Америки.
Культивируется по всему свету, нередко дичает. Как заносное растение ипомея нил встречается на Аравийском полуострове, в Южной Азии, в большинстве стран Восточной и Юго-Восточной Азии (в том числе в Китае и Японии), на Филиппинах, в Австралии и на некоторых территориях Тихого океана.
В природе растёт в зарослях на горных склонах, по обочинам дорог, на полях, вплетается в живые изгороди. Встречается на высотах от 0 до 1600 м над уровнем моря.

## Токсичность, использование в медицине
Семена обладают токсическими свойствами. По вкусу они горькие и едкие, вызывают онемение языка.
В традиционной китайской медицине используют зрелые высушенные семена растения (иногда их дополнительно обжаривают на медленном огне до момента, когда они начнут лопаться, а затем, после охлаждения, мелко растирают), здесь они известны известны под обобщённым фармацевтическим названием Pharbitidis Semen (с лат. — «Семена фарбитиса» — по одному из названий рода Ipomoea, которое сейчас входит в его синонимику). Их применяют как диуретическое, слабительное, отхаркивающее и глистогонное средство.

## Культивирование
Семена растения издревле использовались в Китае в качестве слабительного средства. В VIII веке растение попало из Китая в Японию, где вначале культивировалось именно как лекарственное, однако со временем стало всё в большей степени восприниматься как декоративное. Образ этого растения, называемого в Японии асагао (с яп. — «утренний лик»), стал использоваться в японской культуре как символ середины лета, а также как символ скоротечности красоты и вообще всего, что бывает дорого человеку.

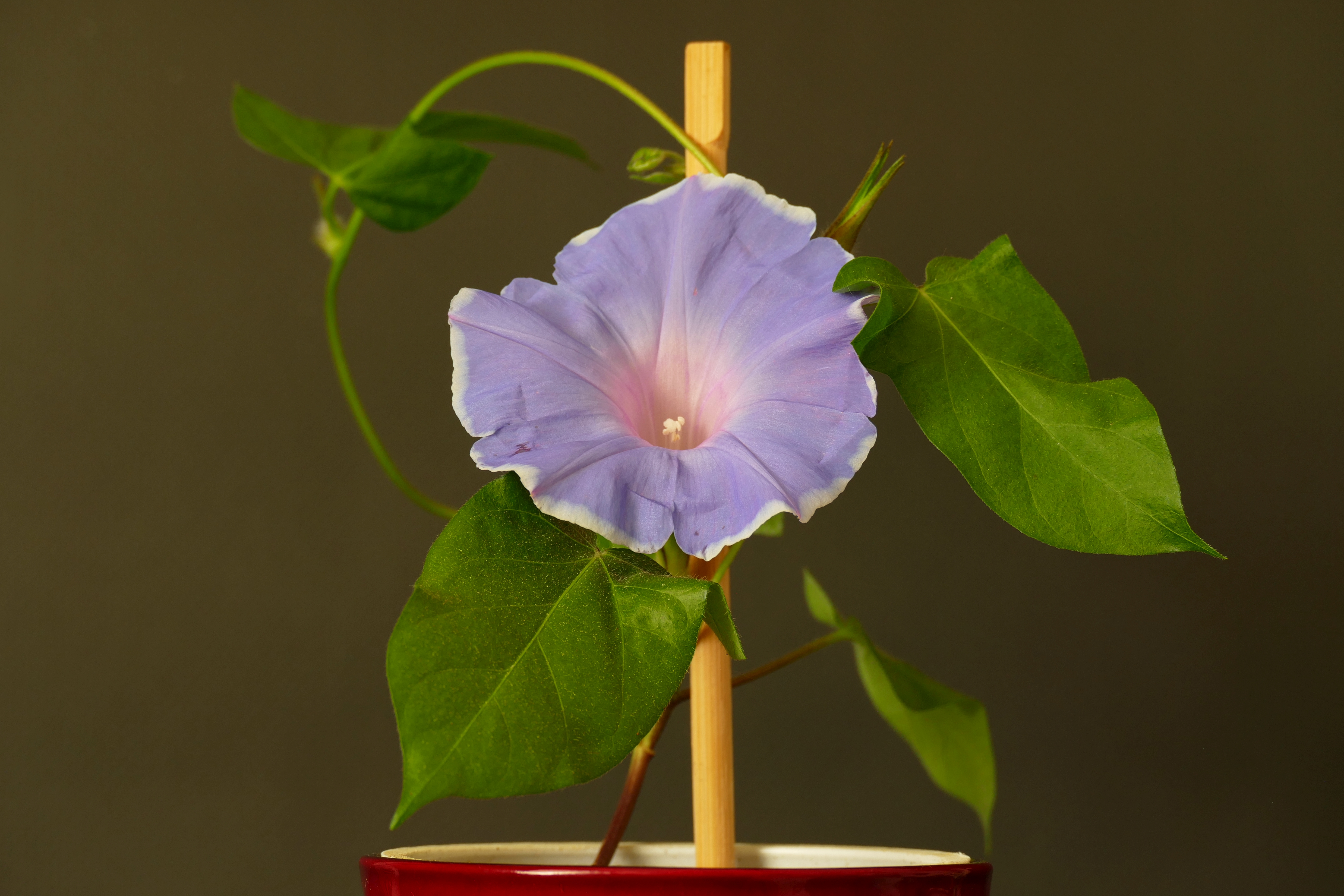
Ипомея нил 'Горлица', общий вид цветущего растения

Всеобщее увлечение выращиванием растения наблюдалось в Японии с начала XVII до конца XIX века, при этом пики увлечения, подобные голландской тюльпаномании, пришлись на периоды с 1804 по 1829 и с 1848 по 1860 годы. Увлечение этим растением продолжается до настоящего времени. Мягкий морской климат на большей части Японии позволяет культивировать ипомею нил круглогодично в открытом грунте, однако сейчас чаще растения выращивают как горшочную культуру, при этом во многих японских городах организованы клубы любителей асагао, проводятся многочисленные выставки, смотры и конкурсы; в Токио ежегодно в июле проводится ярмарка-продажа асагао. Селекция ипомеи нил ведётся в Японии с использованием генетической инженерии и самой современной техники, проведено генотипирование некоторых участков ДНК растения, выявлены рецессивные и доминантные гены.

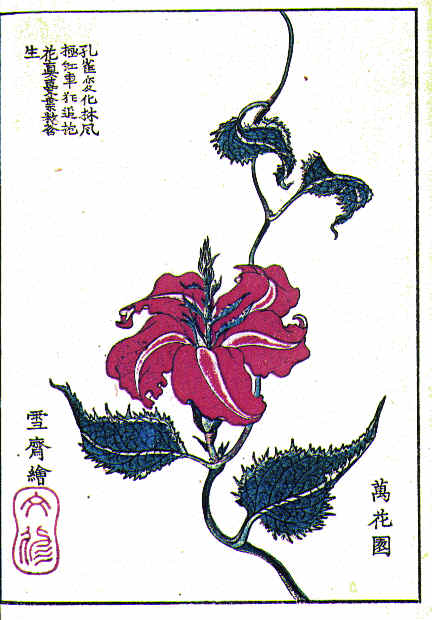
Рисунок ипомеи нил из японской книги 朝顔三十六花撰 (1856)

В целом этот вид ипомеи культивируется по всему свету как декоративное красивоцветущее растение — либо как садовое, либо как комнатное растение.

### Сорта
Выведено большое число сортов (некоторые из них являются химерами). Они отличаются наличием или отсутствием у цветков махровости, окраской, размером и формой венчиков, а также окраской, размером и формой листьев. Венчики могут быть одноцветными (белыми, розовыми, коричневатыми, голубыми, синими, фиолетовыми) и двуцветными — с окантовкой, полосами либо пятнышками иного (по сравнению с фоном) цвета. По форме венчика различают более двадцати групп сортов этого вида ипомеи. По размеру венчика сорта делятся на три группы: крупноцветковые (диаметр венчика — от 15 до 20 см), со средним размером цветка (от 7 до 15 см) и мелкоцветные (диаметр венчика — 6 см и менее). По форме листьев растения различных сортов также могут очень заметно отличаться; кроме того, выведены сорта с жёлтыми и бело-зелёными листьями.
Некоторые сорта:

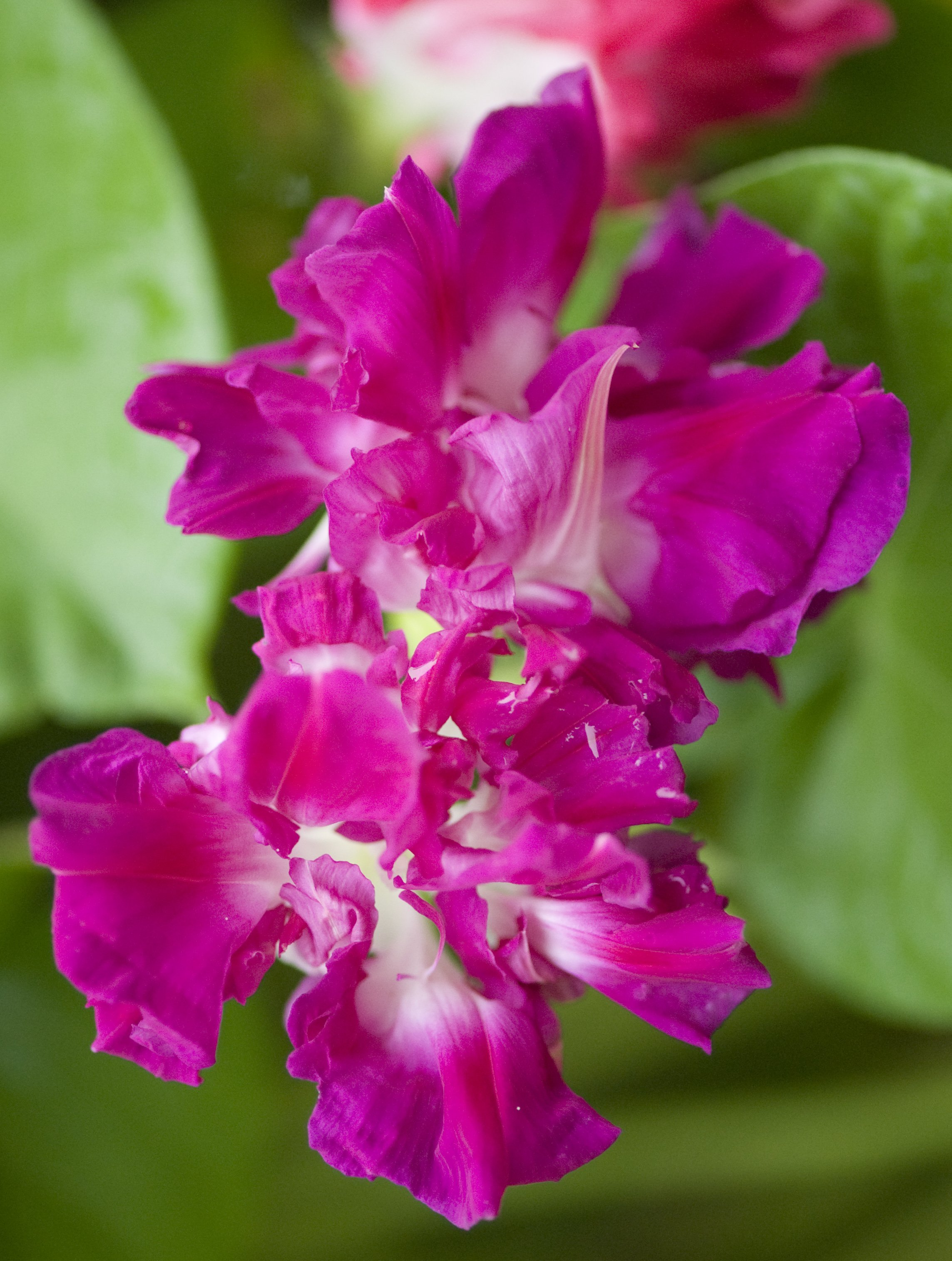
Махровая ипомея нил сорта 'Sunrise Serenade'

- 'Cameo Elegance' — отличается розовато-лиловым венчиком и пятнистыми бело-зёлеными листьями[9]
- 'Chocolate' — отличается розовато-коричневой окраской венчика; один из наиболее доступных сортов для выращивания в Средней полосе России[13]
- 'Heavenly Blue' — отличается голубым венчиком[9]
- 'Scarlett O’Hara' — один из наиболее известных сортов; отличается малиновыми венчиками[1]
- 'Sunrise Serenade' — махровый сорт с розовато-красными венчиками[12]

### Агротехника
Растения при культивировании лучше всего развиваются в плодородной рыхлой почве, но без существенного количества органических удобрений. Сажают семена непосредственно в землю либо ненадолго замачивают в тёплой воде. Для выращивания ипомеи нил лучше выбирать места с наибольшей инсоляцией. В открытый грунт растения сажают уже после того, как минует опасность заморозков.
Следует учитывать, что при культивировании в условиях Средней полосы России в холодное дождливое лето растения могут так и не зацвести. По сравнению с другими выращиваемыми в этом регионе видами, ипомеей пурпурной (Ipomoea purpurea) и ипомеей трёхцветной (Ipomoea tricolor), ипомея нил является менее холодостойкой.
При культивировании ипомеи нил как горшочной культуры растение обычно формируют в виде куста, делая по мере надобности пинцировку (первую обычно делают над 6-м настоящим листом) и устанавливая опоры.
В культуре растения размножают обычно семенами. Однако у некоторых сортов цветки стерильны, в этом случае размножение проводят укоренением побегов (обычно они укореняются достаточно легко).

## В литературе и искусстве Японии

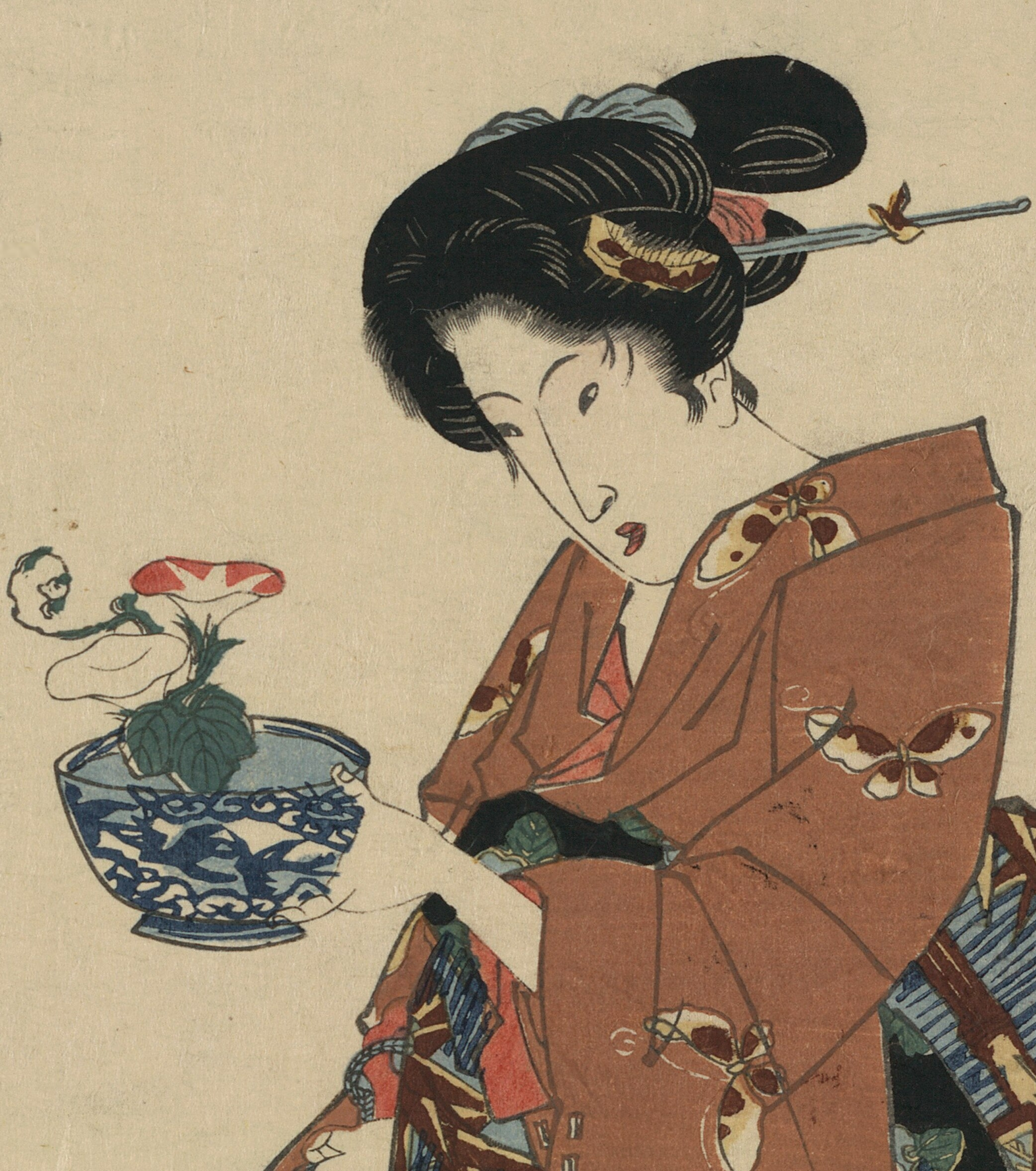
«Красавица, несущая асагао, растущее в горшке». Художник Куниясу Утагава. Цветная гравюра на дереве, между 1818 и 1830 (фрагмент)

Образ ипомеи нил активно используется в японской культуре; в японском языке для этого растения обычно применяют слово асагао, которое на русский переводят либо как «вьюн», «вьюнок», либо дословно — «утренний лик».
Классическая японская поэзия в достаточно сильной степени опиралась на традиции, одной из которых было использование сезонных слов и выражений с целью создания общей (природной) основы для конкретной картины стихотворения. Подобно тому, как цветение сакуры было олицетворением весны, цветение асагао было символом середины лета, а прекращение его цветения — символом осени («Осень уходит. / На ограде … / Повисли бессильно / …Вьюнки „утренний лик“…»). Для цветков асагао, упоминавшихся в стихотворениях и прозе японских писателей, был характерен и другой символизм — скоротечности человеческой жизни, непостоянства и даже эфемерности истинной красоты, что было связано с биологической особенностью цветков этого растения распускаться на рассвете и цвести совсем недолго, увядая уже к середине или концу дня («По земле стелется туман, сквозь него яркими пятнами проглядывают … хрупкие венчики „утреннего лика“, „асагао“. Этим цветам обычно уподобляют непостоянный мир»).
Цветок асагао иногда выступал и просто как символ красоты, с которым можно было сравнить молодую прелестную девушку: «…не могу / Сегодня мимо пройти, / Не сорвав тебя, „утренний лик“…» — такие слова вкладывает Мурасаки Сикибу, автор романа XI века «Повесть о Гэндзи», в уста главного героя, когда тот, «взглянув на … прелестную особу, … не может устоять перед искушением». О почтительности отношения к этому цветку можно судить и по присутствию в «Повесть о Гэндзи» такого персонажа, как «Особа по прозванию Утренний лик (Асагао)», которая является дочерью принца и племянницей императора.
«Асагао» относится к возвышенным понятиям в японской поэзии, этим пользовался Басё (XVII век), строя некоторые свои хайку на контрасте возвышенного и обыденного, на их взаимопроникновении: «Асагао-ни / Варэ ва мэси куу / Отоко кана» («Рядом с вьюнком / Рис ем — / Я же человек!»). «Утреннему лику» посвящено и одно из наиболее известных стихотворений Басё «За ночь вьюнок обвился / Вокруг бадьи моего колодца…» Лирический герой готов терпеть неудобства, но не будет трогать мимолётную красоту цветка.
Асагао вдохновлял на творчество не только поэтов, но и художников: было создано немало рисунков и гравюр с изображением растения.

## Таксономия и классификация
Первое действительное описание этого вида растений было опубликовано Карлом Линнеем в первом томе второго издания Species plantarum (1762): он включил его в род Convolvulus и присвоил ему видовой эпитет nil, взяв это слово из названия Nil Arabum («Нил арабский»), которое для этого растения приводил Каспар Баугин в Pinax Theatri Botanici (Линней сослался на второе издание этой работы, опубликованное в 1671 году). Линней описал вид как Convolvulus foliis cordatis trilobis, corollis semiquinquefidis, pedunculis petiolo brevioribus («Вьюнок с листьями трёхлопастными, сердцевидными; венчиками, частично разделёнными на пять частей; цветоносами с более короткими [по сравнению с другими видами] цветоножками»). В соответствии с половой системой классификации, которую Линней использовал в Species plantarum, вид был отнесён к V классу (Pentandria, Пятитычинковые), а внутри класса — к порядку Monogynia (Однопестичные).
В 1797 году вид был реклассифицирован: Альбрехт Рот включил его в установленный Линнеем ещё в 1753 году род Ipomoea.

### Синонимы
По информации базы данных Plants of the World Online  (по состоянию на начало 2023 года), в синонимику вида входят следующие названия:
Гомотипные синонимы
- Convolvulus nil L. (1762)basionym
- Convolvuloides triloba Moench (1794), nom. superfl.
- Pharbitis nil (L.) Choisy (1833 publ. 1834)

Гетеротипные синонимы
- Convolvulus caeruleus (Roxb. ex Ker-Gawl.) Spreng. (1824)
- Convolvulus coelestis G.Forst. (1786)
- Convolvulus dillenii Desr. (1792)
- Convolvulus hederaceus L. (1753)
- Convolvulus hederifolius Salisb. (1796), nom. superfl.
- Convolvulus lindleyi Steud. (1840)
- Convolvulus peruvianus Spreng. (1824)
- Convolvulus scaber Colla (1835)
- Convolvulus setosus Hallier f. (1897), nom. illeg.
- Convolvulus tomentosus Vell. (1829), sensu auct.
- Convolvulus variifolius Steud. (1840)
- Ipomoea bicolor Lam. (1793)
- Ipomoea caerulea Roxb. ex Ker-Gawl. (1818)
- Ipomoea caerulea J.König ex Roxb. (1824), nom. illeg.
- Ipomoea caerulescens Roxb. (1824)
- Ipomoea cuspidata Ruiz & Pav. (1799)
- Ipomoea dillenii (Desr.) Roem. & Schult. (1819)
- Ipomoea githaginea Hochst. ex A.Rich. (1850)
- Ipomoea githaginea var. inaequalis Beck (1888)
- Ipomoea hederacea Anon., non Jacq.
- Ipomoea hederacea var. himalaica C.B.Clarke (1883)
- Ipomoea hederacea var. inaequalis Baker & Rendle (1905)
- Ipomoea hederacea var. integrifolia (Choisy) C.B.Clarke (1883)
- Ipomoea hederacea var. limbata (Lindl.) Benth. (1868)
- Ipomoea hederacea var. paichou J.R.Wu (1979)
- Ipomoea limbata (Lindl.) Voss (1894)
- Ipomoea longicuspis Meisn. (1869), nom. superfl.
- Ipomoea longicuspis var. brevipes Meisn. (1869)
- Ipomoea nil var. himalaica (C.B.Clarke) S.C.Johri (1984)
- Ipomoea nil var. inaequalis (Beck) Cufod. (1969)
- Ipomoea nil var. japonica Hallier f. (1893)
- Ipomoea nil var. limbata (Lindl.) Meisn. (1869)
- Ipomoea nil var. setosa Boerl. (1899)
- Ipomoea scabra J.F.Gmel. (1791), nom. illeg.
- Ipomoea scabra Forssk. (1775)
- Ipomoea setosa Blume (1826), nom. illeg.
- Ipomoea speciosa (Choisy) Voss (1894), nom. illeg.
- Ipomoea trichocalyx Steud. (1840)
- Ipomoea vaniotiana H.Lév. (1911)
- Pharbitis albomarginata Lindl. ex Meisn. (1869)
- Pharbitis albomarginata Lindl. ex Hook.f. (1868)
- Pharbitis caerulea (Roxb. ex Ker-Gawl.) G.Don ex Sweet (1839)
- Pharbitis caerulescens (Roxb.) Sweet (1839)
- Pharbitis cuspidata (Ruiz & Pav.) G.Don (1837)
- Pharbitis dillenii (Desr.) G.Don (1837)
- Pharbitis forsskaolii G.Don (1837)
- Pharbitis limbata Lindl. (1850)
- Pharbitis nil var. abbreviata Choisy (1845)
- Pharbitis nil var. integrifolia Choisy (1845)
- Pharbitis nil var. japonica (Hallier f.) H.Hara (1949)
- Pharbitis nil var. limbata (Lindl.) Hook. (1868)
- Pharbitis nil var. paichou (J.R.Wu) J.R.Wu (1989)
- Pharbitis purshii G.Don (1837)
- Pharbitis scabra (Colla) G.Don (1837)
- Pharbitis speciosa Choisy (1845)